# 南都鏡神社
南都鏡神社（なんとかがみじんじゃ）は、奈良県奈良市高畑町にある神社。旧社格は村社。藤原広嗣を祭神とする。

## 歴史
天平から天平神護年間（729年 - 767年）に、頭塔の近くにある清水寺（現：福智院）に玄昉の弟子報恩が肥前国唐津から鏡神社を勧請して祀ったのが始まりである。続いて、藤原広嗣の屋敷跡ともされる現在地に大同元年（806年）に移転し、新薬師寺の鎮守社とされた。代々に渡って春日大社の社殿を下賜されてきた。
現在の本殿は、延享3年（1746年）に春日大社の本殿・第三殿を譲り受け、移築されたものである。一間社春日造建築で、奈良市指定文化財となっている。
明治時代になると神仏分離によって新薬師寺から独立した。村社とされ、後に神饌幣帛料供進社に指定される。

## 祭神
- 主祭神 - 天照皇大神、藤原広嗣、地主神

## 境内
- 本殿（奈良市指定有形文化財） - 延享3年（1746年）、春日大社の本殿・第三殿を移築したもの。
- 拝殿
- 天神社 - 祭神：火雷天神
- 祖霊社
- 社務所
- 境外社
  - 比賣神社 - 祭神：十市皇女、脇座：市寸嶋比売。摂社。鳥居から10ｍほど東にある。古くからあった比賣塚に1981年（昭和56年）に社を建立。
  - 赤穂神社 - 祭神：天児屋根命、比賣神。別社。
  - 天満宮 - 祭神：菅原道真、市寸嶋姫命。別社赤穂神社内。

## 文化財

### 奈良市指定有形文化財
- 本殿

## 交通アクセス
奈良交通バス市内循環・中循環「破石町」下車、東へ徒歩10分。